# Pissin
Pour l’article ayant un titre homophone, voir Piscine.
Pissin est une localité située dans le département de Korsimoro de la province du Sanmatenga dans la région Centre-Nord au Burkina Faso.

## Géographie
Pissin est situé à 3 km au sud-ouest de Sabouri-Natenga, à 13 km au sud de Korsimoro, le chef-lieu du département, et à environ 50 km au sud de Kaya, la principale ville de la région.

## Éducation et santé
Le centre de soins le plus proche de Pissin est le centre de santé et de promotion sociale (CSPS) de Sabouri-Natenga tandis que le centre hospitalier régional (CHR) se trouve à Kaya.